# Албанија на Летњим олимпијским играма 2016.
Албанија је на Летњим олимпијским играма 2016. у Рио де Жанеиру  учествовала са шесторо спортиста (3 мушкарца и 3 жене), који су се такмичили у 3 спорта..
Ово је укупно било осмо учешће Албаније на Летњим олимпијским играма, од Игара 1972 у Минхену када је први пут учествовала.
Заставу Албаније на свечаном отварању Игара 5. августа носила је атлетичарка Љуиза Гега.
На овим Иргама представници Албаније нису освојили ниједну медаљу, па су и даље остали у групи земаља које до данас нису освојили ниједну медаљу.
Пливач Сидни Хоџа оборио је национални рекорд на 50 метара слободно.

## Учесници по спортовима
| Спорт         | Мушкарци | Жене | Укупно |
| ------------- | -------- | ---- | ------ |
| Атлетика      | 1        | 1    | 2      |
| Дизање тегова | 1        | 1    | 2      |
| Пливање       | 1        | 1    | 2      |
| Укупно (3)    | 3        | 3    | 6      |

## Резултати

### Атлетика
Албански такмичари у атлетици постигли су задате олимпијске норме за учешће на ЛОИ.
Мушкарци
| Атлетичар     | Дисциплина | Лични рекорд | Квалификације | Квалификације | Финале               | Финале       | Детаљи |
| Атлетичар     | Дисциплина | Лични рекорд | Резултат      | Место         | Резултат             | Место        | Детаљи |
| ------------- | ---------- | ------------ | ------------- | ------------- | -------------------- | ------------ | ------ |
| Измир Смајљај | скок удаљ  | 8,03 НР      | 7,72          | 12. у гр. А   | Није се квалификовао | 21./ 30 (32) |        |

Жене
| Атлетичарка | Дисциплина       | Лични рекорд | Квалификације | Квалификације | Финале                | Финале  | Детаљи |
| Атлетичарка | Дисциплина       | Лични рекорд | Резултат      | Место         | Резултат              | Место   | Детаљи |
| ----------- | ---------------- | ------------ | ------------- | ------------- | --------------------- | ------- | ------ |
| Љуиза Гега  | 3.000 м препреке | 9:28,52 НР   | 9:58.49       | 16. у гр. Б   | Није се квалификовала | 48./ 52 |        |

### Дизање тегова
Албаники дизач тегова је квалификован за Олимпијске игре на основу свог пласмана после коначне обраде 15. најбољих, међу онима који нису осигуранли квота места кроз пласмане на Светском и Европском првенству и ИВФ светској ранг листи од 20. јуна 2016. године. Позван је на основу пласмана  на ЛОИ 2012. у Лондону у категорији до 69, кг.
У међувремену, као резултат потпуне забране учешћа руским дизачима тегова  на Играма због "више позитивних случајева" допинга, ИВХ је прерасподелом руских квота једно место доделио албанском тиму.
Мушкарци
| Дизач тегова | Дисциплина | Трзај    | Трзај   | Избачај  | Избачај | Укупно | Пласман     | Детаљи                                    |
| Дизач тегова | Дисциплина | Резултат | Пласман | Резултат | Пласман | Укупно | Пласман     | Детаљи                                    |
| ------------ | ---------- | -------- | ------- | -------- | ------- | ------ | ----------- | ----------------------------------------- |
| Брикен Цаља  | -69 кг     | 145      | 5.      | 181      | 5.      | 326    | 5. /17 (21) | Архивирано на веб-сајту (27. август 2016) |

Жене
| Дизач тегова   | Дисциплина | Трзај    | Трзај   | Избачај  | Избачај | Укупно | Пласман      | Детаљи                                   |
| Дизач тегова   | Дисциплина | Резултат | Пласман | Резултат | Пласман | Укупно | Пласман      | Детаљи                                   |
| -------------- | ---------- | -------- | ------- | -------- | ------- | ------ | ------------ | ---------------------------------------- |
| Евађелија Вели | -53 кг     | 75       | 9       | 90       | 8       | 165    | 8. / 12 (13) | Архивирано на веб-сајту (9. август 2016) |

### Пливање
Албанија је добила позив од ФИНА до пошаље двоје пливача на Олимпијске игре. 
Мушкарци
| Пливач     | Дисциплина    | Група    | Група    | Полуфинале           | Полуфинале           | Финале               | Финале   | Детаљи                                       |
| Пливач     | Дисциплина    | Време    | Пласман  | Време                | Пласман              | Време                | Пласман  | Детаљи                                       |
| ---------- | ------------- | -------- | -------- | -------------------- | -------------------- | -------------------- | -------- | -------------------------------------------- |
| Сидни Хоџа | 50 м слободно | 22,80 НР | 1. у гр. | Није се квалификовао | Није се квалификовао | Није се квалификовао | 41. / 85 | Архивирано на веб-сајту (22. септембар 2016) |

Жене
| Пливач        | Дисциплина     | Група | Група      | Полуфинале            | Полуфинале            | Финале                | Финале  | Детаљи                                    |
| Пливач        | Дисциплина     | Време | Пласман    | Време                 | Пласман               | Време                 | Пласман | Детаљи                                    |
| ------------- | -------------- | ----- | ---------- | --------------------- | --------------------- | --------------------- | ------- | ----------------------------------------- |
| Никол Меризај | 100 м слободно | 59,99 | 4. у гр. 1 | Није се квалификовала | Није се квалификовала | Није се квалификовала |         | Архивирано на веб-сајту (27. август 2016) |